# Olympische Winterspiele 2010/Snowboard
Bei den XXI. Olympischen Winterspielen 2010 in Vancouver fanden sechs Wettbewerbe im Snowboarden statt. Sämtliche Wettkämpfe fanden im Wintersportgebiet Cypress Mountain statt, das oberhalb der Stadt West Vancouver in den North Shore Mountains und etwa dreißig Autominuten vom Stadtzentrum Vancouvers entfernt liegt.

## Bilanz

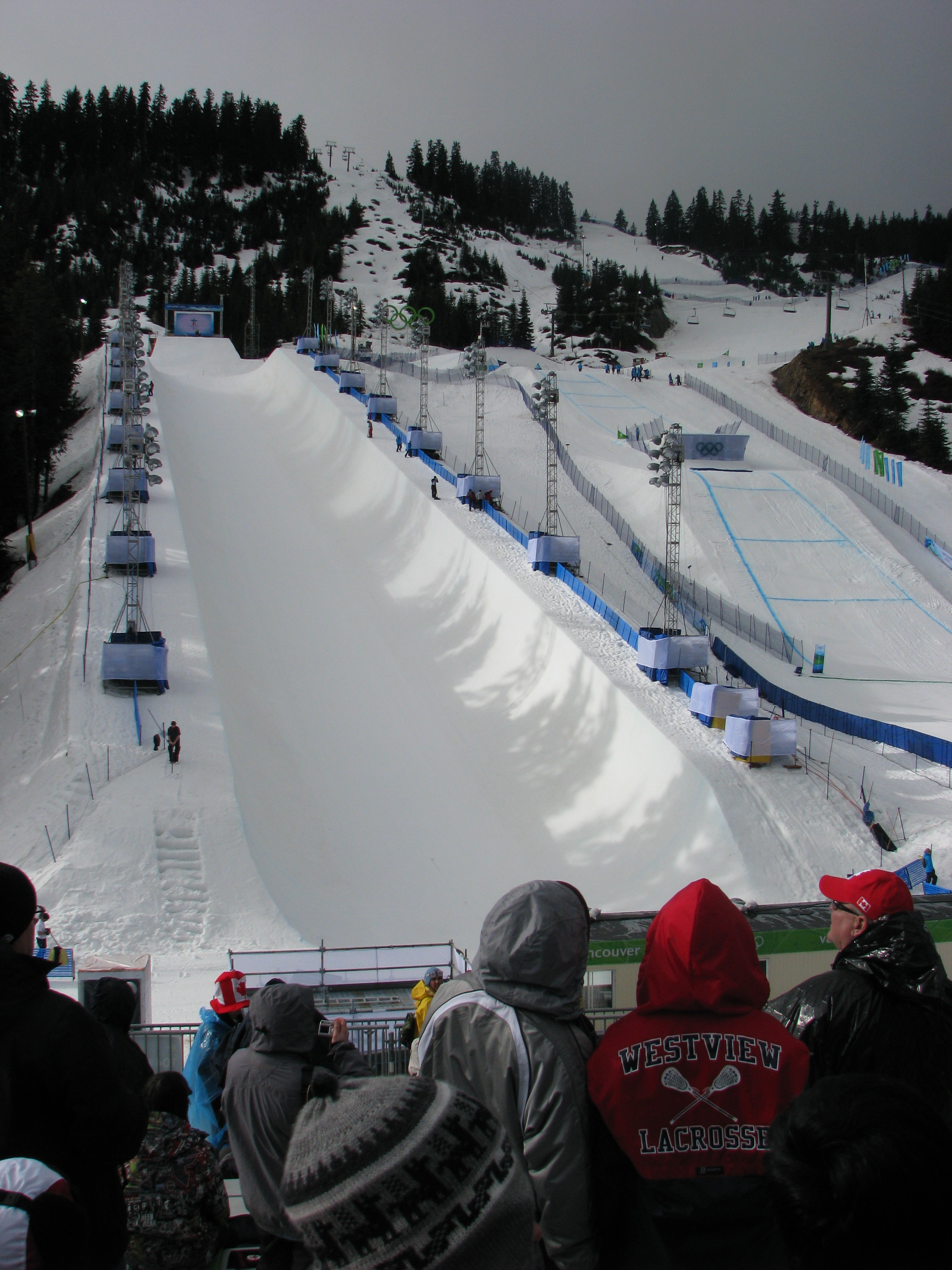
Halfpipe (links) und Boardercross-Strecke (rechts)

### Medaillenspiegel
| Platz | Land               | Gold | Silber | Bronze | Gesamt |
| ----- | ------------------ | ---- | ------ | ------ | ------ |
| 1     | Vereinigte Staaten | 2    | 1      | 2      | 5      |
| 2     | Kanada             | 2    | 1      | –      | 3      |
| 3     | Australien         | 1    | –      | –      | 1      |
| 3     | Niederlande        | 1    | –      | –      | 1      |
| 5     | Frankreich         | –    | 1      | 2      | 3      |
| 6     | Österreich         | –    | 1      | 1      | 2      |
| 7     | Finnland           | –    | 1      | –      | 1      |
| 7     | Russland           | –    | 1      | –      | 1      |
| 9     | Schweiz            | –    | –      | 1      | 1      |

### Medaillengewinner
| Konkurrenz     | Gold               | Silber          | Bronze           |
| -------------- | ------------------ | --------------- | ---------------- |
| Parallel-RS    | Jasey-Jay Anderson | Benjamin Karl   | Mathieu Bozzetto |
| Halfpipe       | Shaun White        | Peetu Piiroinen | Scotty Lago      |
| Snowboardcross | Seth Wescott       | Mike Robertson  | Tony Ramoin      |

| Konkurrenz     | Gold                | Silber               | Bronze         |
| -------------- | ------------------- | -------------------- | -------------- |
| Parallel-RS    | Nicolien Sauerbreij | Jekaterina Iljuchina | Marion Kreiner |
| Halfpipe       | Torah Bright        | Hannah Teter         | Kelly Clark    |
| Snowboardcross | Maëlle Ricker       | Déborah Anthonioz    | Olivia Nobs    |

## Ergebnisse Männer

### Parallel-Riesenslalom
| Platz | Land | Sportler           |
| ----- | ---- | ------------------ |
| 1     | CAN  | Jasey-Jay Anderson |
| 2     | AUT  | Benjamin Karl      |
| 3     | FRA  | Mathieu Bozzetto   |
| 4     | RUS  | Stanislaw Detkow   |
| 5     | CHE  | Simon Schoch       |
| 6     | SLO  | Žan Košir          |
| 7     | USA  | Chris Klug         |
| 8     | SLO  | Rok Flander        |
| 9     | AUT  | Andreas Prommegger |
| 10    | FRA  | Sylvain Dufour     |
|       |      |                    |
| 13    | GER  | Patrick Bussler    |
| 17    | SUI  | Nevin Galmarini    |
| 19    | SUI  | Marc Iselin        |
| 20    | SUI  | Roland Haldi       |
| 29    | SUI  | Ingemar Walder     |

Datum: 27. Februar 2010, 10:00 Uhr (Qualifikation), 12:15 Uhr (Finale)
Strecke: PGS

Start: 1128 m, Ziel: 967 m, Höhenunterschied 161 m, Länge: 530 m

Kurssetzer: Christophe Guinamard (FRA), 22 Tore
29 Teilnehmer, davon 29 in der Wertung. Disqualifiziert: Siegfried Grabner (AUT).

### Halfpipe
| Platz | Land | Sportler            | Punkte |
| ----- | ---- | ------------------- | ------ |
| 1     | USA  | Shaun White         | 48,40  |
| 2     | FIN  | Peetu Piiroinen     | 45,00  |
| 3     | USA  | Scotty Lago         | 42,80  |
| 4     | CHE  | Iouri Podladtchikov | 42,40  |
| 5     | USA  | Louie Vito          | 39,40  |
| 6     | FIN  | Markku Koski        | 36,40  |
| 7     | CAN  | Justin Lamoureux    | 35,90  |
| 8     | JPN  | Kazuhiro Kokubo     | 35,70  |
| 9     | JPN  | Ryō Aono            | 32,90  |
| 10    | FRA  | Mathieu Crepel      | 25,90  |
|       |      |                     |        |
| 20    | GER  | Christophe Schmidt  | 32,30  |
| 25    | SUI  | Sergio Berger       | 26,20  |
| 29    | SUI  | Markus Keller       | 20,40  |
| 36    | SUI  | Christian Haller    | 16,00  |

Datum: 17. Februar 2010, 13:05 Uhr, (Qualifikation), 19:15 Uhr (Finale)
Anlage: HP

Neigung: 18°, Länge: 165 m, Breite: 20 m, innere Wandhöhe: 6,7 m
40 Teilnehmer, davon 39 in der Wertung.

### Snowboardcross
| Platz | Land | Sportler         |
| ----- | ---- | ---------------- |
| 1     | USA  | Seth Wescott     |
| 2     | CAN  | Mike Robertson   |
| 3     | FRA  | Tony Ramoin      |
| 4     | USA  | Nate Holland     |
| 5     | CAN  | Robert Fagan     |
| 6     | AUT  | Lukas Grüner     |
| 7     | AUT  | Mario Fuchs      |
| 8     | GER  | David Speiser    |
| 9     | FRA  | Pierre Vaultier  |
| 10    | AUS  | Damon Hayler     |
|       |      |                  |
| 13    | CHE  | Fabio Caduff     |
| 23    | AUT  | Markus Schairer  |
| 33    | GER  | Konstantin Schad |

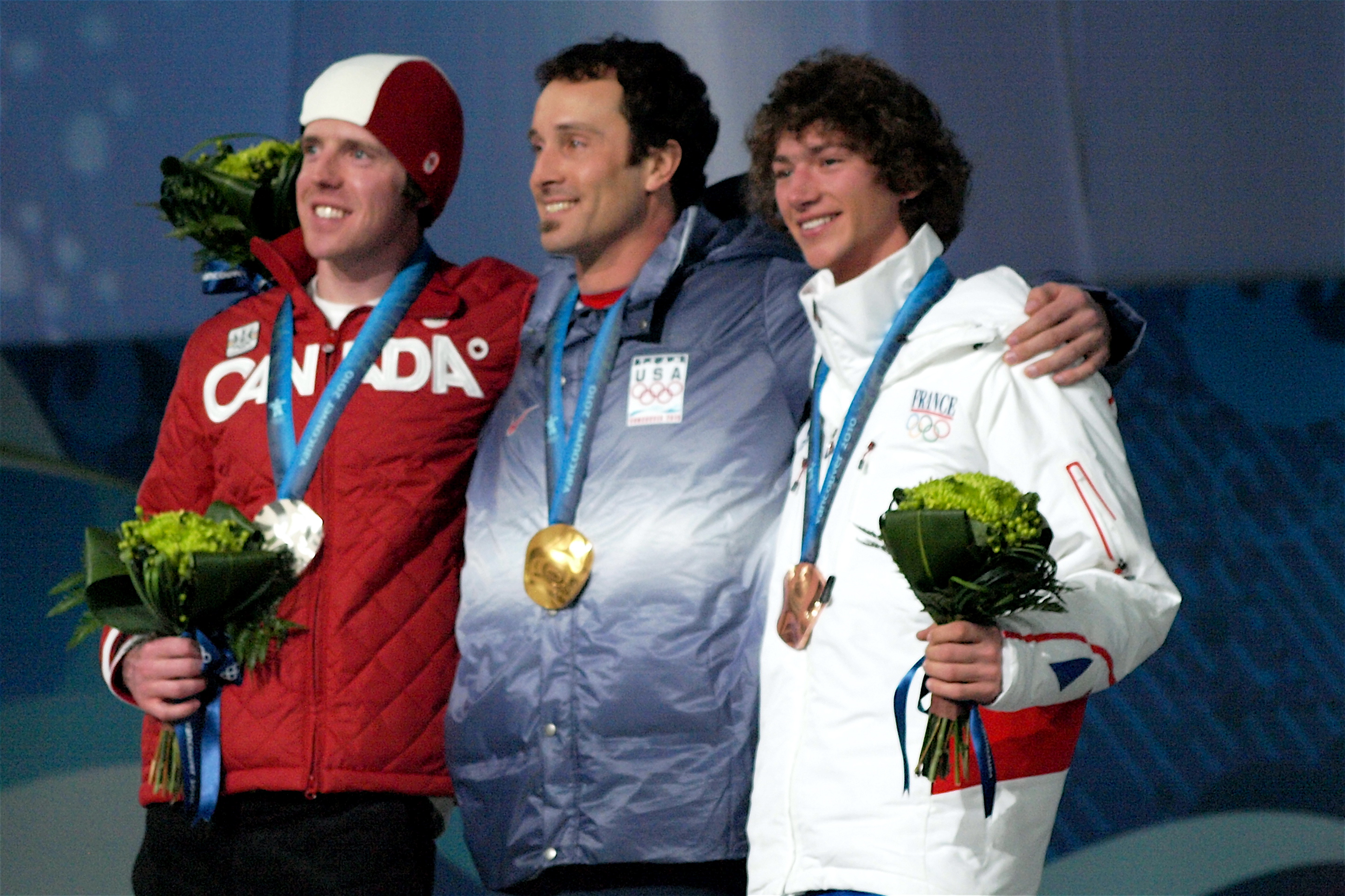
Die Snowboardcross-Medaillengewinner (v.l.): Robertson, Wescott, Ramoin

Datum: 15. Februar 2010, 10:30 Uhr (Qualifikation), 14:00 Uhr (Finale)
Strecke: Upper Fork to PGS, Start: 1180 m, Ziel: 967 m, Höhenunterschied: 213 m, Elemente: 26
35 Teilnehmer, davon 34 in der Wertung.

## Ergebnisse Frauen

### Parallel-Riesenslalom
| Platz | Land | Sportlerin              |
| ----- | ---- | ----------------------- |
| 1     | NLD  | Nicolien Sauerbreij     |
| 2     | RUS  | Jekaterina Iljuchina    |
| 3     | AUT  | Marion Kreiner          |
| 4     | GER  | Selina Jörg             |
| 5     | GER  | Anke Karstens           |
| 6     | AUT  | Ina Meschik             |
| 7     | AUT  | Claudia Riegler         |
| 8     | GER  | Amelie Kober            |
| 9     | AUT  | Doris Günther           |
| 10    | RUS  | Jekaterina Tudegeschewa |
|       |      |                         |
| 15    | GER  | Isabella Laböck         |
| 28    | SUI  | Fränzi Mägert-Kohli     |

Datum: 26. Februar 2010, 10:30 Uhr (Qualifikation), 12:15 Uhr (Finale)
Strecke: PGS
Start: 1128 m, Ziel: 967 m, Höhenunterschied 161 m, Länge: 530 m
Kurssetzer: Mark Fawcett (CAN), 22 Tore
29 Teilnehmerinnen, alle in der Wertung.

### Halfpipe
| Platz | Land | Sportlerin       | Punkte |
| ----- | ---- | ---------------- | ------ |
| 1     | AUS  | Torah Bright     | 45,00  |
| 2     | USA  | Hannah Teter     | 42,40  |
| 3     | USA  | Kelly Clark      | 42,20  |
| 4     | CHN  | Liu Jiayu        | 39,30  |
| 5     | FRA  | Sophie Rodriguez | 34,40  |
| 6     | CAN  | Mercedes Nicoll  | 34,30  |
| 7     | CHN  | Sun Zhifeng      | 33,00  |
| 8     | AUS  | Holly Crawford   | 30,30  |
| 9     | CHE  | Ursina Haller    | 27,90  |
| 10    | USA  | Elena Hight      | 24,60  |
|       |      |                  |        |
| 25    | SUI  | Manuela Pesko    | 17,50  |

Datum: 18. Februar 2010, 16:00 Uhr (Qualifikation), 18:00 Uhr
Anlage: HP

Neigung: 18°, Länge: 165 m, Breite: 20 m, innere Wandhöhe: 6,7 m
30 Teilnehmerinnen, alle in der Wertung.

### Snowboardcross
| Platz | Land | Sportlerin          |
| ----- | ---- | ------------------- |
| 1     | CAN  | Maëlle Ricker       |
| 2     | FRA  | Déborah Anthonioz   |
| 3     | CHE  | Olivia Nobs         |
| 4     | NOR  | Helene Olafsen      |
| 5     | USA  | Lindsey Jacobellis  |
| 6     | FRA  | Nelly Moenne-Loccoz |
| 7     | CHE  | Mellie Francon      |
| 8     | GBR  | Zoe Gillings        |
| 9     | CHE  | Simona Meiler       |
| 10    | AUT  | Doresia Krings      |
| 11    | CHE  | Sandra Frei         |
|       |      |                     |
| 16    | AUT  | Maria Ramberger     |

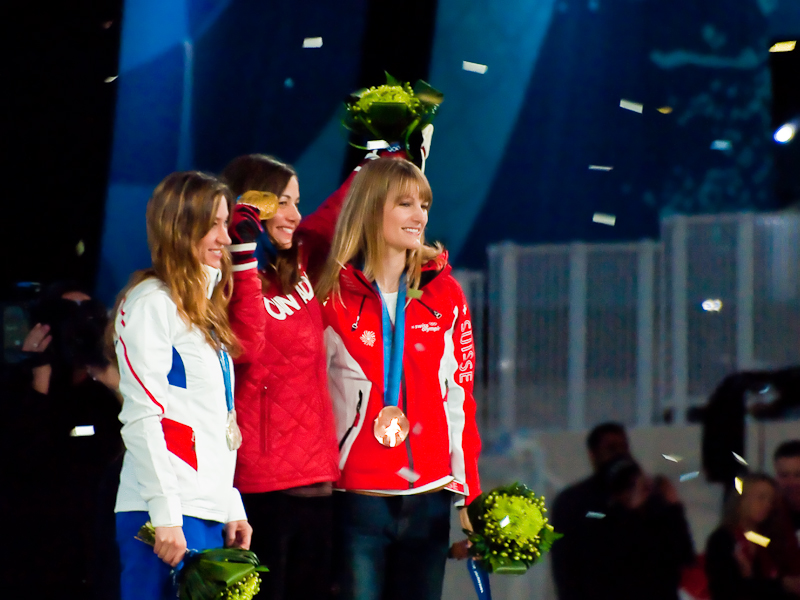
Die Snowboardcross-Medaillengewinnerinnen (v.l. Anthonioz, Ricker, Nobs)

Datum: 16. Februar 2010, 10:00 Uhr (Qualifikation), 14:25 Uhr (Finale)
Strecke: Upper Fork to PGS, Start: 1180 m, Ziel: 967 m, Höhenunterschied: 213 m, Elemente: 26
22 Teilnehmerinnen, davon 21 in der Wertung.